# Somodalnost
Somodalnost je pojem, ki ga je leta 2006 uvedla Evropska komisija na področju prometne politike z namenom, da opredeli celovitost uporabe različnih transportnih modalitet in njihovih (možnih) kombinacij.  Evropska komisija definira pojem somodalnost kot »učinkovito uporabo posamezne vrste prometa samostojno in/ali v kombinaciji z drugimi vrstami prometa z namenom "optimalne in trajnostne uporabe virov"«.
Pojem somodalnosti uvaja nov pristop v evropsko prometno politiko, v skladu s katero ne iščemo več, tako kot v Beli knjigi iz leta 2001, nasprotij med različnimi prometnimi modalitetami, kot na primer cestnega prometa proti drugim alternativnim prometnim možnostim, temveč namesto tega iščemo optimum izkoriščanja ustreznih transportnih modalitet in njihovih kombinacij.